# Kraftwerk Suralaya
Das Kraftwerk Suralaya ist ein Kohlekraftwerk in Indonesien, das ca. 7 km nordöstlich des Hafens der Stadt Merak in der Provinz Banten an der Sundastraße gelegen ist. Die Stadt Cilegon befindet sich 10 km südlich des Kraftwerks. Mit einer installierten Leistung von 4.025 MW ist es das leistungsstärkste Kohlekraftwerk in Indonesien und dient zur Abdeckung der Grundlast.
Die Anlage nimmt insgesamt eine Fläche von 240,65 Hektar ein. Über seine Schaltanlage ist das Kraftwerk an die 500-kV-Leitung angeschlossen, die das Herzstück des Verbundnetzes von Java-Madura-Bali (JAMALI) bildet. Die Schornsteine des Kraftwerks sind 200 m hoch.

## Kraftwerksblöcke
Das Kraftwerk besteht aus insgesamt acht Blöcken unterschiedlicher Leistung, mit deren Bau im Jahre 1980 begonnen wurde (Blöcke 1 und 2) und die von 1984 bis 2011 in Betrieb gingen. Für die Blöcke 1 bis 7 wurden die Turbinen von Mitsubishi Heavy Industries (MHI), die Generatoren von Mitsubishi Electric Company (Melco) und die Dampfkessel von Babcock & Wilcox (B&W) geliefert. Der Block 8 wurde von Shanghai Co. Ltd (SCO) ausgerüstet. Die folgende Tabelle gibt einen Überblick:
| Block | Max. Leistung (MW) | Baubeginn | Betriebsbeginn | Turbine | Generator | Dampfkessel |
| ----- | ------------------ | --------- | -------------- | ------- | --------- | ----------- |
| 1     | 400                | 1980      | 24.08.1984     | MHI     | Melco     | B&W         |
| 2     | 400                | 1980      | 11.06.1985     | MHI     | Melco     | B&W         |
| 3     | 400                | 1984      | 25.08.1988     | MHI     | Melco     | B&W         |
| 4     | 400                | 1984      | 22.04.1989     | MHI     | Melco     | B&W         |
| 5     | 600                | 1994      | 16.12.1996     | MHI     | Melco     | B&W         |
| 6     | 600                | 1994      | 26.03.1997     | MHI     | Melco     | B&W         |
| 7     | 600                | 1994      | 19.09.1997     | MHI     | Melco     | B&W         |
| 8     | 625                |           | 08.2011        | SCO     | SCO       | SCO         |

Das Kraftwerk verfügt noch über zwei Gasturbinen mit jeweils 20 MW, die einen Schwarzstart ermöglichen sollen.

## Stromerzeugung
Die folgende Tabelle gibt einen Überblick zur Stromerzeugung sowie zum Kohleverbrauch des Kraftwerks:
| Jahr | Stromerzeugung (Mrd. kWh) | Kohleverbrauch (Mio. t) |
| ---- | ------------------------- | ----------------------- |
| 2007 | 23,171                    | 12,448                  |
| 2008 | 21,64                     | 11,624                  |
| 2009 | 22,651                    | 11,632                  |
| 2010 | 23,057                    | 11,743                  |
| 2011 | 23,403                    | 11,653                  |
| 2012 | 22,351                    | 11,047                  |

Im Jahre 2012 erzeugte das Kraftwerk 22,351 Mrd. kWh (bzw. 22.351 GWh), das entsprach mehr als der Hälfte der Erzeugung von Indonesia Power (33,449 Mrd. kWh) und 15,36 % des gesamten Jahresbedarfs im Verbundnetz JAMALI (145,545 Mrd. kWh). Die Lastspitze lag im Verbundnetz JAMALI 2012 bei 21,6 GW. Im Durchschnitt wurden 2012 in Suralaya für die Erzeugung einer kWh 0,49 kg Kohle verbrannt. Der thermische Wirkungsgrad des Kraftwerks Suralaya liegt zwischen 32,1 und 35,6 %.

## Sonstiges
Die Blöcke des Kraftwerks sind für die Verfeuerung von Kohle aus Bukit Asam auf Sumatra ausgelegt. Dieser Typ Kohle (englisch subbituminous coal), liegt bzgl. der Eigenschaften zwischen Braun- und Steinkohle. Die Eigenschaften dieser Kohle finden sich hier angegeben. Andere Bezugsquellen für Kohle sind Bergwerke auf Kalimantan. Die Kohle wird per Schiff angeliefert. Das Kraftwerk verfügt deshalb über einen eigenen Pier sowie Lagerflächen für die Kohle. Gewöhnlich ist Kohle für 20 bis 35 Tage auf Lager, was bei einem täglichen Verbrauch von durchschnittlich 33.000 t einer Lagermenge von bis zu 1,155 Mio. t Kohle entspricht.
Das Kraftwerk ist im Besitz von PT PLN (Persero), wird aber von PT Indonesia Power Suralaya GBU betrieben.